# Wintersville
Wintersville – wieś w Stanach Zjednoczonych, w stanie Ohio, w hrabstwie Jefferson.